# Parque del estanque
El Parque del estanque (en francés: Parc de l'Étang), es un parque que alberga un jardín botánico y arboreto de Francia de 3 hectárea de extensión, de administración privada, que se encuentra en la comuna de Battrans, en el departamento de Alto Saona. Está abierto al público a diario, excepto los domingos, en los meses cálidos del año y previa cita, se cobra una tarifa de entrada.  
Está catalogado como «Jardin Remarquable» ( jardín notable ) en el 2005 por el « Ministère de la Culture et de la Communication » (Ministerio de la Cultura y la Comunicación) de Francia.

## Historia
La compra del terreno se efectuó en 1969, terreno destinado a la creación de un espacio natural de autorización alrededor de una casa de vivienda. El terreno comprado de una superficie de tres hectáreas de pasto húmedo estaba cruzado por un arroyo, el "Dhuys", que tiene su fuente en los bosques de Velesmes a 4 kilómetros aguas arriba y abastecidos por numerosas fuentes sobre los dos lados del valle. 
Su situación en el fondo del valle con un desnivel de 2 metros sobre 250 metros permitió la creación de un estanque de agua de alrededor de 80 áreas. Los 6000 m³ de tierra que se extrajeron de la excavación se distribuyeron sobre el resto del terreno para crear taludes, terrazas, caminos y relieves. Los trabajos se terminaron en 1971 así como la construcción de la casa. 
La mayoría de las plantaciones se realizaron entre 1972 y 1975, completadas regularmente al compás de los años por nuevas plantaciones en los viveros. Así como nuevas plantaciones para reparar los daños que en el transcurso del tiempo se han producido por los desastres naturales.
En el 2005 fue designado como Jardín notable por el Ministerio de Cultura de Francia.

## Colecciones
En su estado actual, el parque es un verdadero arboretum de alrededor 350 variedades de árboles y arbustos, pero es sobre todo un jardín paisajista organizado a partir de la casa de construcción moderna que se proyecta sobre un plano de agua. 
A partir de la casa, avenidas de gravilla conducen a avenidas de césped sinuosas que permiten pasear en medio de los grandes árboles y macizos de flores. A partir de 1998, los accidentes climáticos (tormenta de 1999, canícula del 2003) y las enfermedades de las coníferas obligaron al propietario a reorganizaciones importantes: 
- Tormenta de 1999: retirada de 10 pinos desarraigados (el vacío dejado condujo a una ordenación de la esquina “pinar” cerca de la casa), plantación de cipreses de Leyland constituyendo una pantalla natural contra los vientos dominantes e instalación de una rocalla con grandes bloques de piedra calcárea (las plantas - iris, gramíneas, lavandas - se eligieron por su resistencia a la sequía y su adaptación fácil a un suelo pedregoso e ingrato) 
- Enfermedad de la roya del abeto (seta desarrollada sobre las raíces): 75 abetos Abies grandis cortados. Los espacios dejados desnudos fueron replantados por frondosas (Fagus sylvatica, Fagus fastigiata, Quercus rubra) y realzados por un jardín “blanco” y sombreado. 
- Canícula de 2003: se secaron numerosas thuja y cipreses, en particular un seto de tuyas piramidales.